# 6 Underground
6 Underground ist ein US-amerikanischer Actionfilm von Michael Bay aus dem Jahr 2019, der von Netflix produziert wurde und seit dem 13. Dezember 2019 im Angebot des Streamingdienstes verfügbar ist.

## Handlung
Ein ungenannter US-amerikanischer Selfmade-Milliardär und Philanthrop inszeniert seinen Tod, nachdem er die Brutalität des Regimes von Rovach Alimov, Diktator des fiktiven Landes Turgistan, selbst miterlebt hat. Unter dem Codenamen „Eins“ rekrutiert er eine sechsköpfige Freischar aus ebenso totgeglaubten Spezialisten, die er Geister nennt und denen er ebenfalls numerische Codenamen gibt.
Bei ihrer ersten Mission in Florenz tötet das Team den Anwalt des Diktators, bevor die Meute und die Polizei sie durch die Stadt jagen. Auf der Flucht stirbt der Fahrer „Sechs“. Tage später rekrutiert Eins den Delta-Force-Scharfschützen Blaine und gibt ihm den Codenamen „Sieben“. Gemeinsam planen sie einen Staatsstreich, um während des Tages der Toten Rovach Alimov zu stürzen und durch seinen demokratischen Bruder Murat zu ersetzen. Seinerzeit hatte „Zwei“ im Auftrag der CIA Murat gefangen genommen und an Rovach ausgeliefert.
Das Team ermordet Rovachs Generäle in Las Vegas. Dabei beginnen „Zwei“ und „Drei“ eine Beziehung. Von den Generälen bringen sie Murats Aufenthaltsort in Erfahrung. Dieser wird in einem Hochhaus in Hongkong festgehalten. Bei der Rettungsaktion bleibt „Vier“ zurück und wird von Rovachs Handlangern verfolgt. Gegen den Befehl von „Eins“ greift „Sieben“ ein und rettet „Vier“.
In Turgistan hackt das Team den staatlichen Fernsehsender, um Rovachs Rede zu unterbrechen und Murat eine Stimme zu verleihen. Murats spontane Rede inspiriert die Bürger zum Aufruhr, während strategische Explosionen in der Stadt Rovach zwingen, auf seine Yacht zu fliehen. Murat besetzt den Palast und bringt das Militär auf seine Seite. Das Team greift die Yacht an und aktiviert einen magnetischen Impuls, um die Wachen außer Gefecht zu setzen. Als die Yacht sinkt, flieht Rovach in einem Boot. Da „Vier“ in Schwierigkeiten steckt, befiehlt „Eins“, ihn zu retten, statt Rovach zu verfolgen. Rovachs Boot erreicht einen Hubschrauber. Als er einsteigt, entdeckt er, dass Murat und das Team bereits an Bord sind. Sie werfen Rovach in einem Flüchtlingslager hinaus und die Rebellen töten ihn.
„Drei“ stellt „Zwei“ seiner Mutter vor. „Vier“ und „Fünf“ beginnen auch eine Liebesbeziehung. „Eins“ reist nach New York und beobachtet seinen Sohn im Park. Er richtet ein Konto ein, über das der Junge verfügen kann, sollte „Eins“ bei der nächsten Mission sterben.

## Produktion

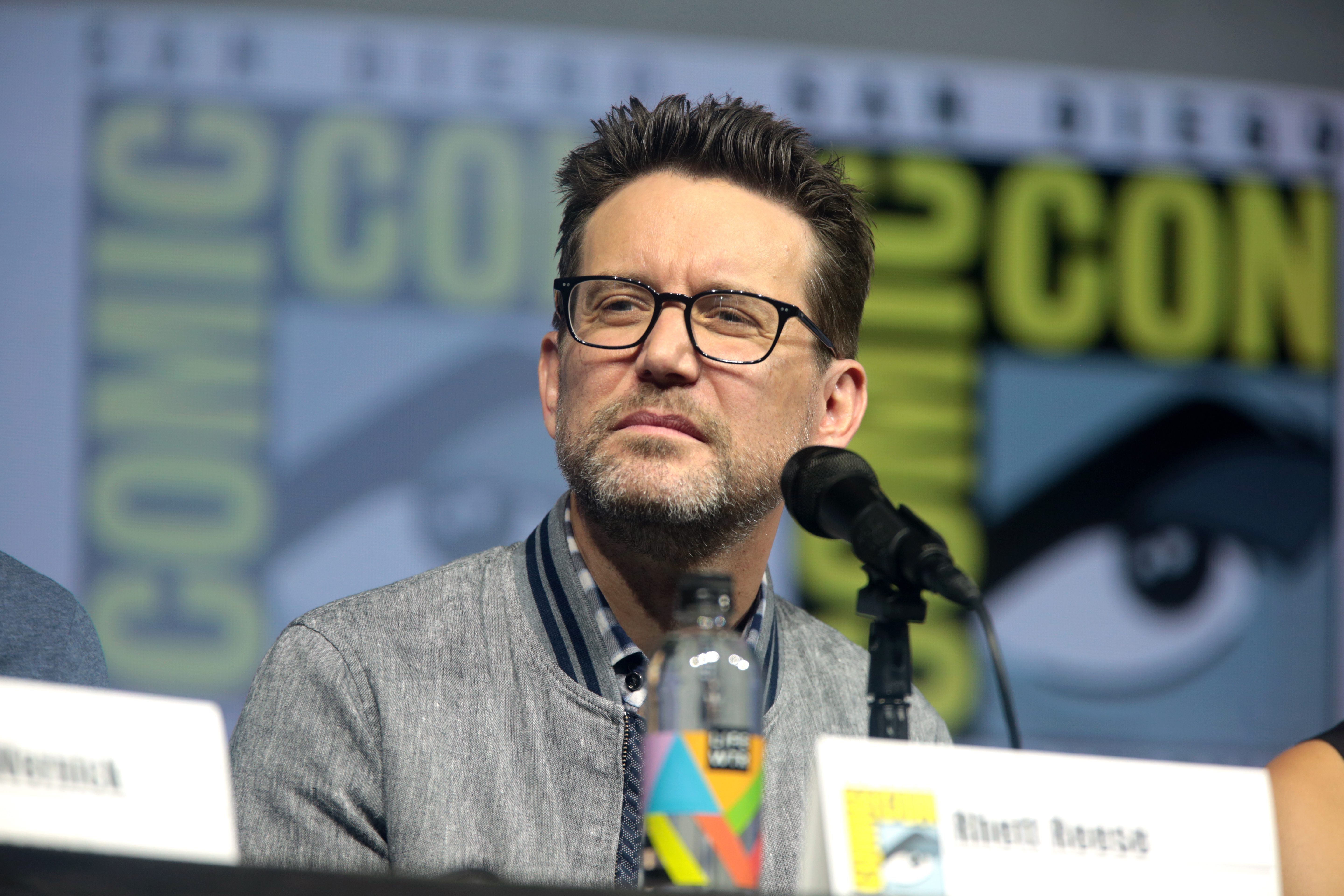
Rhett Reese auf der Comic-Con in San Diego im Juli 2018

Wie im Mai 2018 bekannt wurde, führte Michael Bay Regie. Am Drehbuch arbeiteten Rhett Reese und Paul Wernick, aus deren Federn sowohl Deadpool als auch Deadpool 2 stammen. Die Filmmusik wurde von Lorne Balfe komponiert. Der Soundtrack, der insgesamt 19 Musikstücke umfasst, wurde am 13. Dezember 2019 von Milan Records als Download veröffentlicht.
Ursprünglich sollte 6 Underground im Kino veröffentlicht werden. Netflix konnte sich jedoch mit der Produktionsfirma Skydance Media einigen, den Film exklusiv für eine Netflix-Veröffentlichung zu produzieren. Netflix will zwischen 125 und 150 Millionen US-Dollar in die Produktion von Six Underground stecken, was den Netflix-Film Bright mit Will Smith, der rund 90 Millionen US-Dollar kostete, übertrifft, aber unter den finalen Produktionskosten von The Irishman liegt, in den Netflix rund 159 Millionen US-Dollar investierte.
Sowohl für Reynolds als auch Regisseur Bay markiert der Film die erste Zusammenarbeit mit Netflix.
Die Dreharbeiten begannen im Sommer 2018, fanden unter anderem in Rom und Los Angeles statt und endeten Dezember 2018. Für die Choreografierung und Ausführung der Parkour-Szenen im Film engagierte Bay das britische Parkour-Team Storror, nachdem er durch ihre Videos auf YouTube auf sie aufmerksam geworden war. Als Kulisse für die Parkour-Szenen diente unter anderem das Dach der Kathedrale von Florenz.
Ein erster Trailer wurde Anfang Oktober 2019 vorgestellt. Die Premiere erfolgte am 10. Dezember 2019 in New York. Der Film wurde am 13. Dezember 2019 in das Angebot des Streamingdienstes Netflix aufgenommen.

## Rezeption
Von der Kritik wurde der Film überwiegend negativ bewertet. Gemäß Rotten Tomatoes liegt die Zustimmung der Kritiker, basierend auf 92 Kritiken, bei 36 %, die Zuschauerwertungen bei 60 %. Metacritic ermittelte einen Metascore von 41, basierend auf 22 professionellen Bewertungen, und eine Zuschauerwertung in Höhe von 5,6 von 10.
Lukas Foerster vom Filmbulletin schreibt, bei wirklich jeder Gelegenheit mache Ryan Reynolds in der Rolle des Anführers seiner Verachtung für alles, was nur im Entferntesten nach staatlichem Handeln und zivilgesellschaftlichen Strukturen aussieht, Luft, so wenn er sage, nur der oder die Einzelne habe einen Wert, auch in dem funktional ausdifferenzierten Einzelgängerteam. Es gehe darum, sich selbst aus der Kontinuität der Geschichte, der Nationalstaaten, der sozialen Gebundenheit schlechthin herauszunehmen, so Foerster weiter, was auch Auswirkungen auf die filmische Dramaturgie habe, da der Film nach der epischen ersten Verfolgungsszene in quasi entmaterialisierten Räumen spiele.
Bis 20. Januar 2020 hatten rund 83 Millionen Abonnenten 6 Underground bei Netflix gesehen. Der Film gilt als eine der erfolgreichsten Produktionen des Streamingdienstes.

## Synchronisation
Die deutsche Synchronisation entstand nach einem Dialogbuch von Kaze Uzumaki und der Dialogregie von Ina Kämpfe im Auftrag der Berliner Synchron.
| Darsteller          | Synchronsprecher   | Rolle             |
| ------------------- | ------------------ | ----------------- |
| Ryan Reynolds       | Dennis Schmidt-Foß | „Eins“            |
| Mélanie Laurent     | Marie Bierstedt    | „Zwei“ / Camille  |
| Manuel Garcia-Rulfo | Thomas Schmuckert  | „Drei“ / Javier   |
| Ben Hardy           | Karim El Kammouchi | „Vier“ / Billy    |
| Adria Arjona        | Carolina Vera      | „Fünf“ / Amelia   |
| Dave Franco         | Valentin Stilu     | „Sechs“           |
| Corey Hawkins       | Julien Haggège     | „Sieben“ / Blaine |
| Lior Raz            | Matti Klemm        | Rovach Alimov     |
| Payman Maadi        | Dietmar Wunder     | Murat Alimov      |
| Elena Rusconi       | Esra Vural         | Ariana            |
| Sebastian Roché     |                    | Anwalt            |